# If I Lose Myself
«If I Lose Myself» — песня американской поп-рок-группы OneRepublic для их третьего студийного альбома Native (2013). Он был выпущен как первый официальный сингл альбома 8 января 2013 года. Песня была написана Райаном Теддером, Бенни Бланко, Брентом Катцлом и Заком Филкинсом. Его продюсировали Теддер и Бланко, а Катцл был сопродюсером. Песня заняла 74-е место в Billboard Hot 100 США и 6- е место в чартах Media Control в Германии. В начале 2014 года сингл был переиздан в Великобритании после огромного успеха «Counting Stars».

## Написание
Фронтмен OneRepublic Райан Теддер сказал Billboard о тексте песни: «На самом деле это о моем скрытом, скрытом страхе перед полетом и падением в самолёте, о том моменте чистой паники, когда я смотрю в окно, вижу, как твоя жизнь проходит перед тобой, и каким-то образом нахожу утешение в том, что человек рядом с вами переживает такое же травмирующее событие».

## Сочинение
«If I Lose Myself» длится 4:01 минуты и имеет темп 140 ударов в минуту.

## Живые выступления
28 марта 2013 года OneRepublic исполнили «If I Lose Myself» на American Idol с бывшей участницей Idol и звездой NBC Smash Кэтрин Макфи. Они также выступали на Good Morning America, The Ellen Degeneres Show и Rachael Ray, а также на нескольких других концертах и фестивалях.

## Треки

#### Digital download
«If I Lose Myself» — 4:01
remix
«If I Lose Myself» (OneRepublic vs Alesso) — 3:34

#### CD single
«If I Lose Myself» (Album version) — 4:01
«If I Lose Myself» (Love Thy Brother remix) — 4:03

## Клип
В интервью для fuse.tv Теддер сказал: "Первоначальная концепция [для видео] была заимствована из начальной сцены «Гарден Стэйт» — самолёт падает, все кислородные маски выпадают, и все сходят с ума… Мы преследовали это на минуту, но понял … Одно дело посмотреть такое видео один раз, но вы не хотите сидеть и нажимать повтор, наблюдая за авиакатастрофой ".
Музыкальное видео было выпущено 24 января 2013 года. В видео группе людей отправляется текст от Райана Теддера с изображением волка и цифрами 11.11.11 внизу. Камера следует за группой по городу в поисках подсказок, нарисованных баллончиком на пожарных гидрантах и уличных знаках по всему городу, которые помогут им найти путь к секретному концерту, который проводит OneRepublic. Видео переходит к сценам, в которых группа исполняет песню в темной прокуренной комнате с разноцветными огнями, окружающими комнату, и группой танцующих фанатов. По комнате проецируются изображения сов и лис, что является намеком на обложку альбома Native. В конце видео на лицо Теддера проецируется лиса. Видео было вдохновлено фильмами 12 обезьян и Матрица.
По состоянию на январь 2021 года видео набрало более 90 миллионов просмотров. Оно входит в десятку самых просматриваемых музыкальных клипов OneRepublic.

## Версия Alesso vs. OneRepublic
Ремикс был номинирован на премию «Грэмми» в категории «Лучшая неклассическая запись ремикса».